# Los bandidos de Río Frío (novela)
Los bandidos de Río Frío es una novela del escritor mexicano Manuel Payno. Fue publicada por entregas en folletín, primero en Barcelona de 1889 a 1891, y después en México de 1892 a 1893. Consta de 117 capítulos los cuales retratran a la sociedad mexicana de finales de la década de 1810 a finales de la década de 1830, sus mitos, religión, hábitos, complejos y prejuicios mediante el entrecruzamiento de las historias de sus personajes inspirados en la vida real.

## Argumento
La historia se desarrolla en el México de principios del siglo XIX. El militar Juan Robreño es hijo de don Remigio, administrador de la hacienda de don Diego Melchor y Baltasar, conde del Sauz. Juan y la hija del conde, Mariana, se enamoran y conciben un hijo. Ambos piden a don Remigio que interceda por ellos ante el conde para casarse. El conde se opone al matrimonio y pide a don Remigio que mande a su hijo a la frontera norte para que de esta manera Mariana olvide su capricho. Al ausentarse el conde de su casa Mariana da a luz con la ayuda de su sirvienta. Juan asiste al parto de su amada pero para ello abandona su puesto militar. 
El niño queda al cuidado de una tía de Juan, pero es robado por unas hierberas que pretendían sacrificarlo a Tonantzin para curar a Pascuala, propietaria del rancho Santa María de la Ladrillera. Cuando el niño crece su destino lo lleva a encontrarse con su padre, quien para entonces era uno de los bandidos de Río Frío. Los antagonistas de la novela son Evaristo, ebanista y tornero; el coronel Relumbrón, el cual fue inspirado en un personaje histórico; el coronel Juan Yáñez, quien fue ayuda de campo de Antonio López de Santa Anna y ejecutado el 19 de julio de 1839 por haber organizado a un grupo de bandidos llamado Los Dorados. 
En la novela se pueden distinguir tres etapas importantes: la pérdida de Juan ocurrida en diciembre de 1820, el asesinato de Tules ocurrido en diciembre de 1830 y los acontecimientos de diciembre de 1836 durante la feria de San Juan de los Lagos. La novela termina contando los destinos finales de los personajes principales después de 1839.

## Personajes
La novela menciona a más de 200 personajes, entre los cuales se encuentran:
- Pascuala, propietaria del rancho Santa María de la Ladrillera en Tlanepantla; está casada con don Espiridión con un hijo del mismo nombre.
- Espiridión hijo, es amigo de Juan.
- Moctezuma III, hijo adoptivo de Pascuala y Espiridón; es descendiente del Príncipe Azteca, es amigo de Espiridón hijo y de Juan (hijo de Juan Robreño y Mariana).
- Lic. Lamparilla, amigo de Pascuala y Espiración lleva el caso de los reclamos de Moctezuma III contra el gobierno.
- Dr. Codorniu, atiende el extraño embarazo de Pascuala y se autodeclara incompetente.
- María Matinana y María Jipila son dos brujas, la primera se roba a Juan cuando es un niño, ambas son llamadas para curar a Pascuala quien llevaba 13 meses de embarazo, para ello asisten al santuario de la virgen de Guadalupe a quien tomaban como Tonatzin. Pretendían sacrificar a Juan para curar el embarazo de Pascula, pero ante la negativa de ésta, deciden abandonar al niño a su suerte.
- Don Diego Melchor y Baltasar de Todos los Santos, marqués de las Planas y conde de San Diego del Sauz; fue casado por interés con una prima para adquirir el título de marqués de Sierra Hermosa y una hacienda en Zacatecas, pero en lugar de tener el esperado varón que heredaría los títulos, tiene una hija llamada Mariana.
- Mariana del Sauz, poco después de morir su madre, se enamora de Juan Robreño, militar e hijo de don Remigio, administrador de la hacienda de don Diego, a quien ella le pide interceda ante su padre para poder casarse.
- Juan Robreño, hijo de don Remigio; tras la negativa de don Juan es enviado a la frontera, mientras que Mariana es enviada a México.  Del fruto de su amor nace Juan.
- Agustina, es fiel camarista de Mariana; había sido la acompañante de su madre. Ayuda a Mariana durante su embarazo y parto.
- Nastasita, es una anciana que después de perder su empleo por la muerte de su patrón, vaga por la ciudad y se encuentra al bebé de Juan y Mariana en una barrendero casi a punto de ser devorado por los perros.
- Juan Robreño Sauz, uno de los principales protagonistas de la novela. Al ser criado por Nastasita aprende náhuatl y español. Se convierte en ayudante de Evaristo. Cuando éste asesina a su esposa, se ve involucrado en la pelea y decide huir cambiando su nombre a "Marcos".
- Evaristo es un tornero que elabora lienzos de caoba, ébano y diversas maderas. Su pareja es Casilda. Cuando conoce a Tules en la casa del conde decide aburrir a Casilda para conseguir casarse con su nuevo amor. Cumple su cometido, pero al paso del tiempo se aburre de Tules y pretende hacer lo mismo para regresar con Casilda. Un domingo regresa borracho de la cantina y golpea a Tules hasta matarla. Se escapa hacia Chalco para unirse a los bandidos y a los negocios del coronel Relumbrón.
- Casilda es amante de Evaristo y causa un interés romántico a Juan Robreño Sauz.
- Cecilia, vendedora de frutas en el mercado "Del Volador". Contrata a Juan para que lo ayude a transportar sus mercancías.
- Lic. Crisanto Bedolla, es el encargado de investigar la muerte de Tules.
- Pepe Carrascosa, es un hombre viejo a quien Juan salva de ser enterrado vivo; agradecido lo incluye en su testamento.
- El Coronel Relumbrón, inspirado en el coronel Juan Yáñez, quien fue ejecutado.
- Capitán Franco. Por órdenes de Baninelli alista por la fuerza a Moctezuma III, Juan y Espiridión.
- Juan Cataño es reclutado por el Coronel Relumbrón para sembrar el terror en las haciendas.
- Santos Aguirre, de oficio platero, padre del Coronel Relumbrón y compañero de fechorías.
- Doña Severa, esposa del Coronel Relumbrón.
- Don Moisés, miembro de la banda del Coronel Relumbrón; es también tallador de barajas.
- Amparo, hija del coronel se compromete con el marqués de Valle Alegre.

## Críticas a la obra
Desde que fue publicada esta obra no ha dejado de reeditarse. Mariano Azuela llegó a comentar que apreciaba más la obra por su carácter documental que por su labor literario, pues en ella se refleja de manera fiel el español hablado en México en el último cuarto del siglo XIX y del habla popular vigente durante la vida del autor, especialmente a partir de la época de López de Santa Anna. Tanto Joaquín García Icazbalceta como Francisco J. Santamaría la utilizaron como base para sus diccionarios de mexicanismos. Evelia Trejo Estrada y Álvaro Matute señalan la obra como "un caso notable de conciencia histórica". La historiadora Nicole Girón la definió como una contribución literaria realista de la sociedad expuesta en un cuadro histórico.

## Adaptaciones al cine y televisión
La primera adaptación al cine se realizó en 1938, la película que se exhibió con el mismo título fue dirigida por Leonardo Westhpal y protagonizada por Victoria Blanco y Víctor Manuel Mendoza. Según la crítica de Emilio García Riera, la película estuvo muy mal filmada y el guion adaptado por Alfonso Patiño Gómez «hizo trizas» la obra de Payno. En 1956, la segunda adaptación de la novela fue dirigida por Rogelio A. González y protagonizada por Luis Aguilar y Rita Macedo: se exhibió en dos partes, la primera con el nombre original de la novela y la secuela con el nombre de Pies de Gato. Si bien la historia no es del todo fiel a la novela, tuvo un éxito relativo por las actuaciones de Aguilar y Macedo.
En 1976, Televisa produjo la telenovela homónima. La adaptación del guion la realizó Edmundo Báez, fue dirigida por Antulio Jiménez Pons y la protagonizaron Julissa, Rogelio Guerra, Blanca Sánchez, Julio Aldama y Sergio de Bustamante entre otros.